# سيد فرنانديز
سيد فرنانديز (بالإنجليزية: Sid Fernandez)‏ هو لاعب كرة قاعدة أمريكي، ولد في 12 أكتوبر 1962 في هونولولو في الولايات المتحدة.

## وصلات خارجية
- سيد فرنانديز على موقع دوري كرة القاعدة الرئيسي (الإنجليزية)
- سيد فرنانديز على موقعبيزبول رفرنس.كوم (الدوري الرئيسي) (الإنجليزية)
- سيد فرنانديز على موقعبيزبول رفرنس.كوم (الدوري الثانوي) (الإنجليزية)
- سيد فرنانديز على موقع جمعية أبحاث البيسبول الأمريكية (الإنجليزية)
- سيد فرنانديز على موقع إي إس بي إن.كوم (أم.أل.بي) (الإنجليزية)
- سيد فرنانديز على موقع مشجعي الرسوم البيانية (الإنجليزية)
- سيد فرنانديز على موقع قاعة هاواي للمشاهير الرياضية (مؤرشف) (الإنجليزية)